# Ferdynand II Burbon

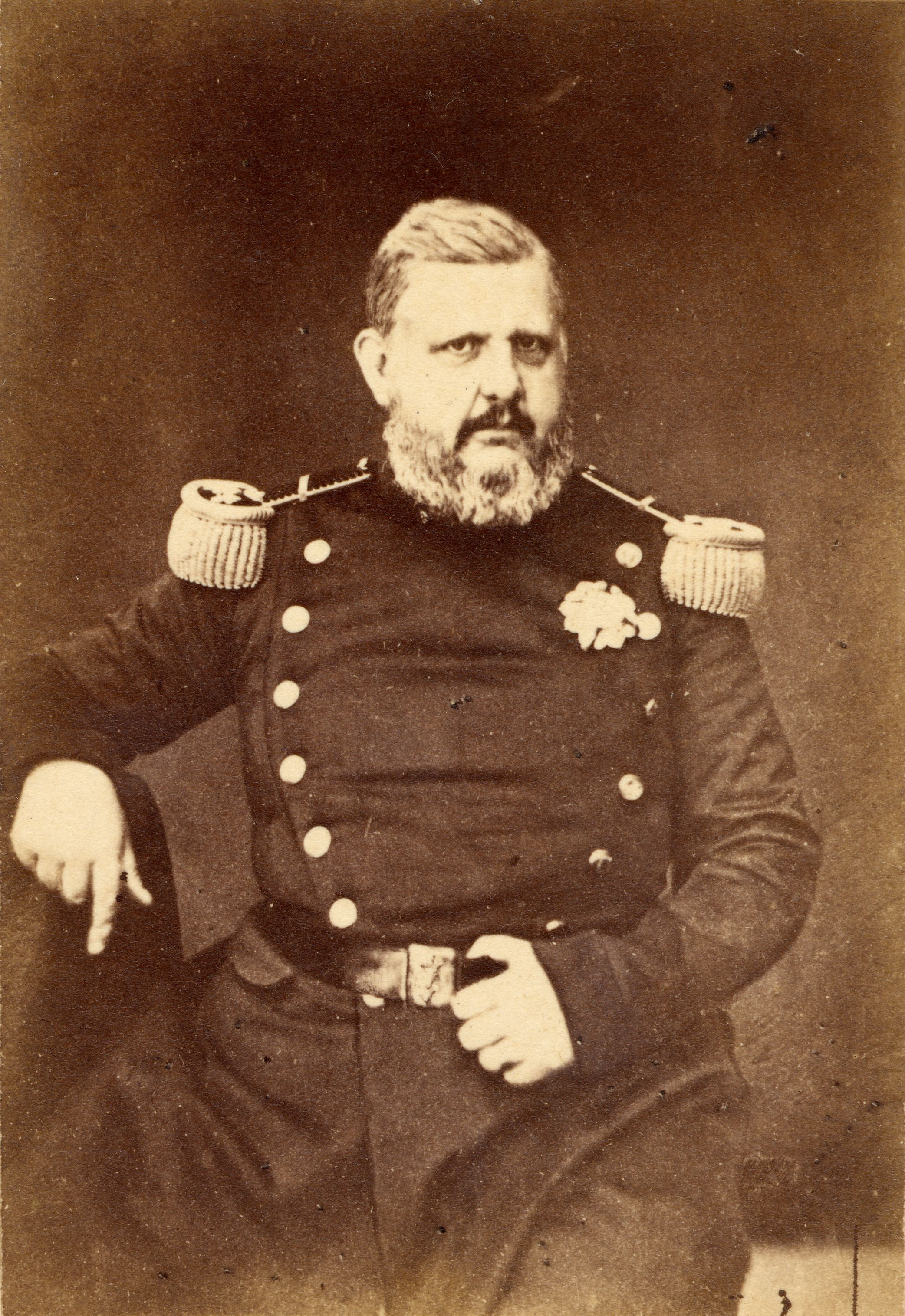
Zdjęcie króla, ok. 1850 r.

Ferdynand II, właśc., wł. Ferdinando Carlo Maria di Borbone (ur. 12 stycznia 1810, zm. 22 maja 1859) – król Obojga Sycylii w latach 1830-1859.
Urodził się w Palermo, na Sycylii, jako syn króla Franciszka I i jego żony (i zarazem siostry stryjecznej) Marii Izabeli, infantki hiszpańskiej (córki króla Karola IV Burbona i Marii Ludwiki Burbon-Parmeńskiej). Należy jeszcze dodać, że Ferdynand I (dziadek Ferdynanda II) i Karol IV, byli obaj synami króla Karola II i Marii Amalii Wettyn, księżniczki saksońskiej.

## Wczesne rządy
Początkowo Ferdynand II był władcą niezwykle popularnym. Jego postępowe i liberalne pomysły oraz otwarta i lekka postawa sprawiły, że kochały go niższe klasy społeczeństwa neapolitańskiego – tzw. lazzaroni.
Po wstąpieniu na tron, w 1830, Ferdynand wydał edykt, w którym obiecał zająć się w szczególności utworzeniem bezstronnego sądownictwa, zreformować finanse państwowe i uleczyć wszelkie rany, które gnębiły królestwo już od wielu lat. Jego celem było rządzenie Królestwem w taki sposób, który zapewni ludziom szczęście i dobrobyt, a poddani będą szanować prawa wydawane przez króla oraz prawa Kościoła katolickiego. Pierwsze lata jego rządów były więc spokojne, król obniżył podatki i rozchody, wybudował pierwszą we Włoszech kolej (między Neapolem a pałacem królewskim w Portici). Jego flota miała pierwszy statek parowy na Półwyspie Apenińskim, a między Neapolem a Palermo na Sycylii utworzono połączenie telegraficzne.
W 1837, w kilka dni po drugim weselu, w królestwie wybuchła epidemia cholery, która pochłonęła 14 tys. ofiar w Neapolu, 24 tys. w Palermo i 30 tys. w pozostałej części Sycylii. Wywołane epidemią niepokoje, skierowane pierwotnie przeciwko bezsilnym lekarzom i urzędnikom (zastrzelono np. intendenta w Syrakuzach), rychło nabrały charakteru politycznego. Ferdynand II brutalnie stłumił jednak sycylijskie demonstracje żądające uchwalenia konstytucji, i utrzymał ścisłą policję w swoich domenach. Postępowi intelektualiści, którzy marzyli o nowoczesnym społeczeństwie opartym na konstytucji, nie zaprzestali protestów. Domagali się od króla nadania konstytucji i liberalizacji jego rządów.

## Rewolucja 1848

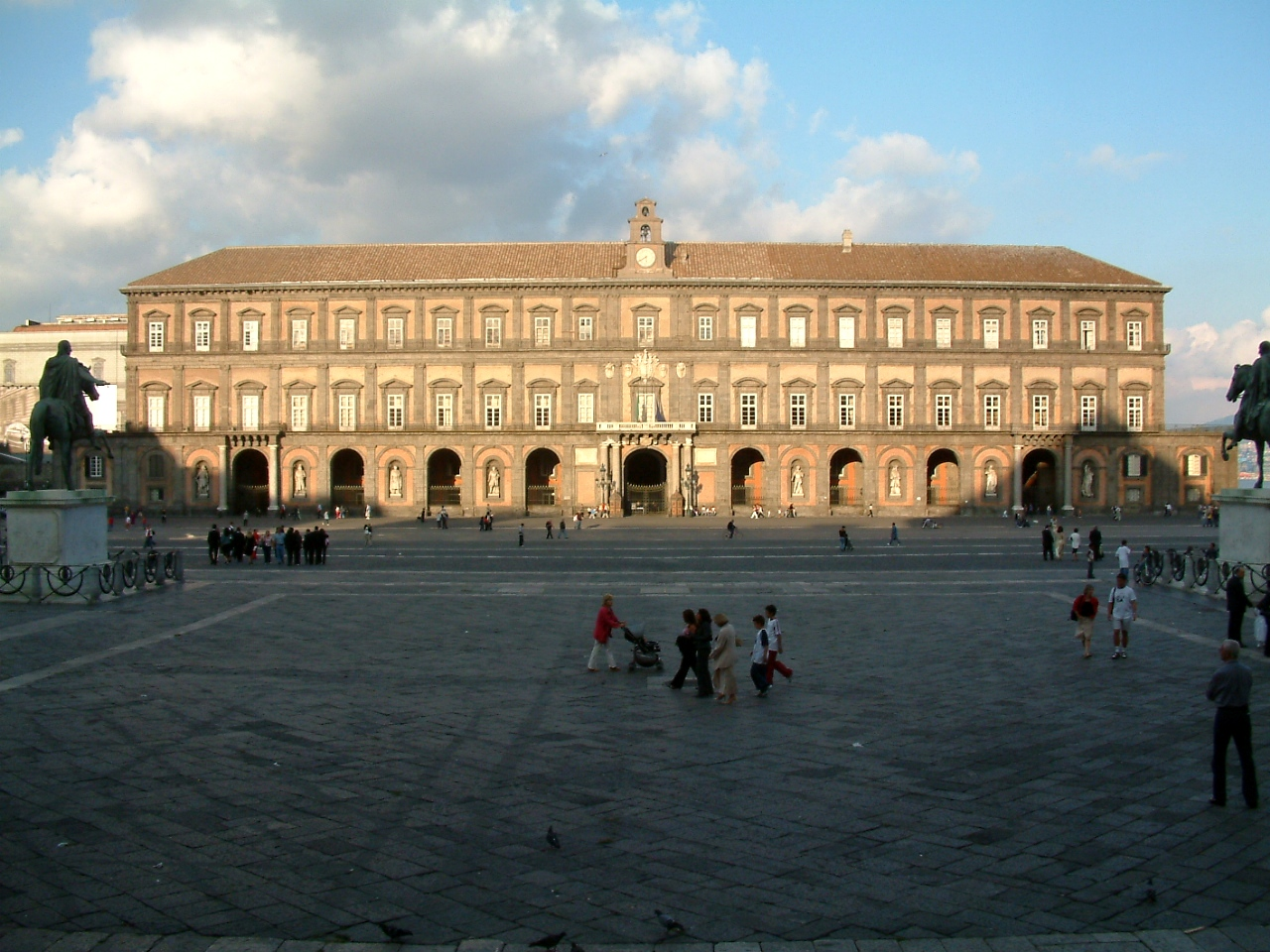
Pałac Królewski w Neapolu

We wrześniu 1847 gwałtowne zamieszki zainspirowane przez liberałów wybuchły w Reggio di Calabria i Mesynie, a zostały tam stłumione przez wojsko. 12 stycznia 1848 w Palermo na Sycylii wybuchło powstanie, które rozprzestrzeniło się na całą wyspę i posłużyło jako iskra dla wybuchu rewolucji roku 1848 w całej Europie. Wybuchły podobne powstania-zamieszki w Salerno, na południu Włoch, i regionie Cilento – gdzie poparła je inteligencja królestwa. 29 stycznia 1848 Ferdynand został zmuszony do zagwarantowania konstytucji opartej na edykcie z 1830. Przyznał wówczas również Sycylijczykom prawo do odrębnej administracji i sądownictwa.
Jednak to nie zakończyło niepokojów. Rozpoczęła się dyskusja na temat liczby członków w przyszłej izbie deputowanych. Żaden kompromis nie został osiągnięty, gdyż król nie zgadzał się na żaden projekt. Zamieszki wybuchły ponownie. Ostatecznie na rozkaz Ferdynanda wojsko ponownie je stłumiło. 13 marca 1849 Ferdynand rozwiązał parlament i zaczął znowu rządzić jak monarcha absolutny. Podczas tego okresu Ferdynand pokazał swoje oddanie papieżowi Piusowi IX, kiedy zagwarantował mu schronienie w Gaecie. Papież został bowiem chwilowo zmuszony do opuszczenia Rzymu, na skutek podobnych zamieszek, jakie wcześniej dotknęły Królestwo Obojga Sycylii, wywołanych w Rzymie przez Giuseppe Mazziniego.
W tym samym czasie Sycylia ogłosiła swoją niepodległość. Na jej czele stanął Ruggeru Sèttimu, który 13 kwietnia 1848 ogłosił detronizację Ferdynanda. W odpowiedzi król zebrał armię liczącą 20 000 ludzi pod dowództwem generała Carlo Filangieriego i wysłał na Sycylię, aby obaliła liberałów i przywróciła jego rządy. Flota królewska przypłynęła do Mesyny i kiedy już Mesyńczycy się poddali, przez osiem godzin z okrutnym barbarzyństwem dziesiątkowała mieszkańców. Po tym wydarzeniu Ferdynand zyskał przydomek Re' Bomba, czyli Król Bomba. Po zakończeniu kampanii, która potrwała prawie dziewięć miesięcy, sycylijscy liberałowie zostali ostatecznie wybici 15 maja 1849.

## Małżeństwa i potomstwo
21 listopada 1832 Ferdynand II ożenił się z Marią Krystyną Sabaudzką, córką króla Wiktora Emanuela I. Maria Krystyna zmarła 21 stycznia 1836. Jedynym dzieckiem pary był syn – Franciszek II, który po śmierci ojca został kolejnym królem Obojga Sycylii.
9 stycznia 1837 Ferdynand II ożenił się po raz drugi, tym razem jego żoną została arcyksiężniczka austriacka, Maria Teresa, córka protestantki Henrietty Nassau-Weilburg i Karola Habsburga, księcia Cieszyna (syna cesarza Leopolda II i Marii Ludwiki Burbon). Para ta miała 12 dzieci:
1. Lodovico, hrabiego Trani (1838–1886), męża Matyldy Ludoviki, księżnej bawarskiej, siostry cesarzowej Elżbiety "Sissi",
2. Alberto, hrabiego Castrogiovanni (1839–1844),
3. Alfonso, hrabiego Caserty (1841–1934), męża swojej siostry stryjecznej – Antonietty Burbon-Sycylijskiej,
4. Marię Annunziatę (1843–1871), żonę Karola Ludwika, arcyksięcia austriackiego,
5. Marię Immacolatę Klementynę (1844–1899), żonę Karola Salwatora, arcyksięcia toskańskiego,
6. Gaetano, infanta hiszpańskiego (1846–1871), od 1868 męża Izabeli Marii, infantki hiszpańskiej (starszej córki królowej Izabeli II Burbon),
7. Giuseppe, hrabiego Lucery (1848–1851),
8. Marię Pię (1849–1882), żonę Roberta, księcia Parmy i Piacenzy,
9. Vincenzo, hrabiego Melazzo (1851–1854),
10. Pasquale, hrabiego Bari (1852–1904), morganatycznego męża Blanche Marconnay,
11. Marię Immaculatę Luisę (1855–1874), żonę Henryka, księcia Burbon-Parmeńskiego i hrabiego Bardi,
12. Gennaro, hrabiego Caltagirone (1857–1867).

## Zamach i śmierć
8 grudnia 1856, w czasie przeglądu wojska w Neapolu, został pchnięty bagnetem w brzuch przez żołnierza 3 batalionu strzelców Agesilao Milano z Kalabrii. Król został ranny, zaś zamachowca skazano na karę śmierci. Kilka dni później doszło do kolejnej próby zamachu, kiedy wyleciał w powietrze magazyn prochu nieopodal kościoła San Francesco di Paola, gdzie król uczestniczył w nabożeństwie dziękczynnym za ocalenie życie. Poza krótkotrwałym ogłuszeniem i utratą przytomności ten zamach nie przyniósł większych komplikacji zdrowotnych, jednak rana z pierwszego zamachu przyczyniłą się do choroby i śmierci króla 22 maja 1859.